# Johannes Evangelistkerk (Valkenswaard)
De Johannes Evangelistkerk was een katholieke kerk te Valkenswaard, gelegen aan de C. Ruys de Beerenbrouckstraat 3.
Deze kerk werd ingewijd in 1964 en werd ontworpen door architectenbureau Geenen & Oskam. Het was een kerk in modernistische stijl. Het was een rechthoekig gebouw met vijf naast elkaar gelegen zadeldaken, hoge glasgevels en het koor in een smal, doosvormig bakstenen gebouw vervat, dat tegen genoemde zadeldaken aan was geplaatst. Voor de kerk stond een hoge, slanke klokkentoren, opgebouwd uit vier bakstenen kolommen die een kruisvorm suggereren.
De kerk werd in 1988 onttrokken aan de eredienst, en in 1989 gesloopt.